# Corbeyrier
Corbeyrier ist eine politische Gemeinde im Distrikt Aigle des Kantons Waadt in der Schweiz.

## Geographie

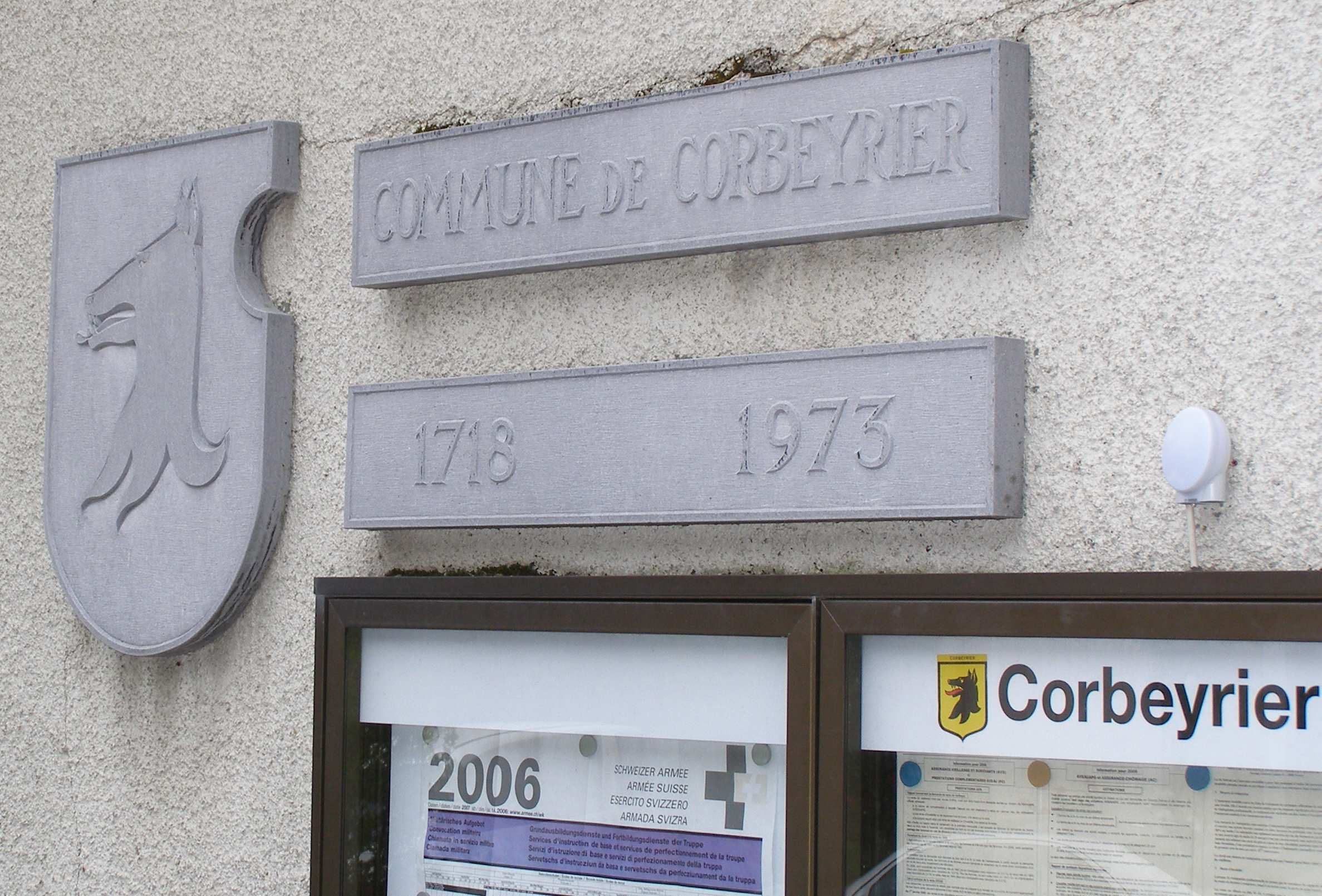

Luftbild (1948)

Corbeyrier liegt auf 920 m ü. M., 3,5 km nördlich des Bezirkshauptortes Aigle (Luftlinie). Das Dorf erstreckt sich an einem Südhang an der östlichen Talflanke des unteren Rhônetals, am Hang der Tour d'Aï, an aussichtsreicher Lage rund 550 m über der Rhôneebene.
Die Fläche des 22,0 km² grossen Gemeindegebiets umfasst einen Abschnitt der Waadtländer Voralpen. Der südliche Gemeindeteil liegt im Bereich des Wildbaches Torrent d'Yvorne am Hang von Corbeyrier. Dem Dorf vorgelagert sind die beiden Waldhügel Champillon und Châtillon. Entlang des Baches reicht das Gebiet bis in die Rebhänge bei Yvorne hinunter.
Nach Norden erstreckt sich der Gemeindeboden über den Berggrat mit den Kalkstöcken Sex des Nombrieux (1805 m ü. M.), Sex des Paccots (1806 m ü. M.) und Sex du Parc aux Feyes (1856 m ü. M.) auf Alpweiden im Einzugsgebiet der Eau Froide. Dieser Bach bildet die Nordgrenze von Corbeyrier. Hier befindet sich das Naturschutzgebiet Argnaule mit den Bergseen Lac Pourri, Lac Rond und dem Lac des Nervaux. Im Osten verläuft die Grenze über den Chaux de Mont, auf dem mit 2205 m ü. M. der höchste Punkt von Corbeyrier erreicht wird, und entlang der Kalkwände von Tour d'Aï und Tour de Mayen. Ganz im Nordosten reicht das Gebiet über den Passübergang von Ayerne (die Hauptwasserscheide zwischen Rhone und Rhein) bis in das Einzugsgebiet des Petit Hongrin. Von der Gemeindefläche entfielen 1997 2 % auf Siedlungen, 52 % auf Wald und Gehölze, 36 % auf Landwirtschaft und etwas weniger als 10 % war unproduktives Land.
Zu Corbeyrier gehören die Weiler Vers-Cort (754 m ü. M.) und Vers la Crête (883 m ü. M.) unterhalb des Dorfes, Vers la Doey (970 m ü. M.) oberhalb des Dorfes, Bovau (1035 m ü. M.) östlich des Torrent d'Yvorne, Luan (1205 m ü. M.) in einer Mulde des Torrent d'Yvorne sowie einige Einzelhöfe und Alpsiedlungen. Nachbargemeinden von Corbeyrier sind Villeneuve, Roche, Yvorne, Leysin und Ormont-Dessous.

## Bevölkerung
Mit 464 Einwohnern (Stand 31. Dezember 2023) gehört Corbeyrier zu den kleinen Gemeinden des Kantons Waadt. Von den Bewohnern sind 93,1 % französischsprachig, 3,8 % deutschsprachig und 1,2 % italienischsprachig (Stand 2000). Die Bevölkerungszahl von Corbeyrier belief sich 1850 auf 269 Einwohner, 1900 auf 264 Einwohner. Danach blieb sie bis 1980 (270 Einwohner) ziemlich konstant. Erst seither wurde ein leichtes Bevölkerungswachstum verzeichnet.

## Wirtschaft
Corbeyrier war bis in die zweite Hälfte des 20. Jahrhunderts ein vorwiegend durch die Landwirtschaft geprägtes Dorf. Noch heute haben der Weinbau (auf einem Gebiet von rund 10 ha oberhalb von Yvorne) sowie die Milchwirtschaft und Viehzucht in den Hochlagen einen wichtigen Stellenwert in der Erwerbsstruktur der Bevölkerung. Weitere Arbeitsplätze sind im lokalen Kleingewerbe (Schreinerei) und vor allem im Dienstleistungssektor vorhanden. In den letzten Jahrzehnten hat sich das Dorf auch zu einer Wohngemeinde entwickelt. Viele Erwerbstätige sind Wegpendler, die in den grösseren Gemeinden des Rhônetals arbeiten.
Seit Anfang des 20. Jahrhunderts brachte der aufkommende Tourismus einen wirtschaftlichen Aufschwung. Corbeyrier entwickelte sich zu einem Erholungsort mit mehreren Hotels und Pensionen. Mit dem Beginn des Zweiten Weltkrieges erlitt die Hotellerie einen Einbruch. Seit den 1950er Jahren wurden mehrere Hotels in Ferienkolonien und Pflegeheime umgewandelt. Beim Passübergang Ayerne befinden sich einige Übungsanlagen des Militärgebietes Hongrin auf dem Gemeindeboden von Corbeyrier.

## Verkehr
Die Gemeinde liegt abseits der grösseren Durchgangsstrassen an einer Verbindungsstrasse von Yvorne nach Ayerne. Durch einen Postautokurs, der von Aigle nach Corbeyrier verkehrt, ist das Dorf an das Netz des öffentlichen Verkehrs angeschlossen.

## Geschichte
Die erste urkundliche Erwähnung des Ortes erfolgte 1261 unter dem Namen de Curbiriaco. Später erschienen die Bezeichnungen Curbirie (Ende des 13. Jahrhunderts), Corberier (1577) sowie Corbery, Corbeyri und Curbyrie.
Das Gebiet von Corbeyrier gehörte seit dem Mittelalter den Herzögen von Savoyen. Mit der Eroberung der Herrschaft Aigle durch Bern im Jahr 1476 gelangte Corbeyrier unter die Verwaltung des Gouvernements Aigle. Als Folge eines Erdbebens ereignete sich am 4. März 1584 am Hang oberhalb von Luan ein Bergsturz, der zahlreiche Häuser des Dorfes zerstörte. Mit der Unterstützung von Bern wurde Corbeyrier in der Folgezeit wiederaufgebaut.
Nach dem Zusammenbruch des Ancien Régime gehörte das Dorf von 1798 bis 1803 während der Helvetik zum Kanton Léman, der anschliessend mit der Inkraftsetzung der Mediationsverfassung im Kanton Waadt aufging. 1798 wurde es dem Bezirk Aigle zugeteilt. Erst 1828 wurde Corbeyrier, das zur Grosspfarrei Aigle gehörte, eine politisch selbständige Gemeinde.

## Sehenswürdigkeiten
- Corbeyrier, das zur Kirchgemeinde Yvorne gehört, besitzt seit 1902 eine katholische Kapelle und seit 1908 auch ein reformiertes Gotteshaus.
- Im ehemaligen Artilleriewerk Champillon befindet sich das 2011 eröffnete Pyromin Museum, das erste Museum in Europa für Sprengstoff und Pyrotechnik.[5]